# Shadi Amin
Shadi Amin, en persa: شادی امین‎, (Irán, 1964) es una escritora y activista iraní. En 1983, se vio obligada a abandonar Irán debido a sus actividades políticas. Amin vive exiliada en Alemania.

## Biografía
Antes de abandonar Irán, Amin tuvo que ocultar su sexualidad en público, aunque tenía libertad para expresarse en su propia familia. Desde los 14 años, cuando se posicionó en contra del gobierno de Jomeini Amin ha sido políticamente activa. Fue una de las partidarias y miembros de OIPFG. Finalmente, tuvo que huir en 1983, viajando a Pakistán y pasando por Estambul y Berlín hasta instalarse en Frankfurt.
Ha investigado la discriminación de género, la opresión sistemática contra las mujeres y el estado de las mujeres homosexuales y transgénero en la República Islámica de Irán y ha publicado un libro llamado Género X donde cuenta todos sus hallazgos. También se ha publicado una síntesis en inglés de sus hallazgos realizada por Raha Bahreini, titulada Diagnosing Identities, Wounding Bodies. Amin ha estudiado a las personas LGBT en Turquía y describe a ese país como un lugar donde la gente de Irán puede buscar asilo político de una manera fácil.
Es miembro fundadora de la Asociación de la Red de Mujeres Iraníes (SHABAKEH) y actualmente es una de las coordinadoras de la Red de Lesbianas Iraníes (6Rang). Como coordinadora de 6Rang, ha participado en las recomendaciones de las Naciones Unidas para los derechos humanos en Irán. También es cofundadora de la organización Justicia para Irán.

## Actividades y publicaciones
En el año 2000, organizó una protesta en una conferencia en Berlín contra la reacción conservadora que se estaba produciendo entonces en el Estado Islámico en Irán. Como miembro de la organización berlinesa Mujeres exiliadas de Irán contra el fundamentalismo (BEWIAF), pidió abrir la conferencia con un momento de silencio por las víctimas de la República Islámica, mientras que otras miembros de BEWIAF abrieron "los chadors negros que llevaban en el interior". que eran consignas contra la reunión y la República Islámica". El acto provocó que varios miembros de la audiencia intentaran detener a los manifestantes y se llamó a la policía.
Amin ganó el premio Hammed Shahidian al artículo feminista crítico 2009 junto con Golrokh Jahangiri. El premio fue creado en memoria de la académica y profesora feminista iraní Hammed Shahidian de la Universidad de Toronto y se utiliza para otorgar fondos para exámenes críticos en estudios sobre mujeres de Medio Oriente. Amin utilizó su premio para investigar a los presos políticos en Irán en la década de 1980 y estudiar la violación y el abuso sexual. Este trabajo lo presentó en el seminario The Political Prisoners, Beyond the Wall, the Word celebrado en Toronto en 2011. En 2012, Amin formó parte de un panel de Amnistía Internacional y habló en un evento previo al Día Internacional contra la Homofobia, la Bifobia y la Transfobia (IDAHO). En 2013, participó en el Orgullo Gay de Turquía, ya que era el lugar más cercano a Irán donde se organizaba un evento del Orgullo.
Participó en un panel con 6Rang en el Orgullo de Estambul 2014, donde ella y otros discutieron los cambios de sexo forzados que han tenido lugar en Irán. Ella y Raha Bahreini hablaron sobre estas violaciones de derechos humanos contra las personas LGBTQ en Irán en el Orgullo de Estocolmo en Suecia en 2014. The Guardian la citó diciendo: "En una sociedad democrática, una operación de cambio de sexo es una opción para los transexuales, pero en Irán es una obligación para su supervivencia".
Su selección y traducción de los artículos de Adrienne Rich y Audre Lorde se publicaron en un libro titulado Ghodrat va Lezzat (Poder y alegría), que es uno de las pocas publicaciones persas sobre la heteronormatividad obligatoria y la existencia lesbiana. Es coguionista de Crimen e Impunidad; Tortura sexual de mujeres en prisiones islámicas. Amin investigó, realizó el trabajo de campo y una revisión de la literatura para la publicación sobre violaciones de derechos humanos contra personas LGBT en Irán. Lo tituló Patholigizing Identities, Paralyzing Bodies: Human Rights Violations Against Gay Lesbian and Transgender People in Iran  y se editó en 2014.

## Obras publicadas
- Amīn, Shadi (2006). Qudrat va laz̲z̲at : Maqālāt-i barguzidah-i Adriyan Rich, Odri Lurd (en persa) (Chāp-i 1. edición). Kuln: Āidā. ISBN 978-398-0-91128-3. OCLC 173806928.
- Amin, Shadi; Sadr, Shadi (2012). Crime and Impunity: Sexual Torture of Women in Islamic Republic Prisons. Germany: Aida Book. ISBN 978-394-4-19190-4.
- Amin, Shadi (2015). Gender X.[24]

## Películas documentales
- 1995: Conferencia de Beijing y las mujeres exiliadas
- 2000: Oposición en el exilio y Conferencia de Berlín
- 2012: Noches interminables de prisioneras[25]
- 2013: Momentos finales[26](finalista en la categoría documental del Festival de Cine Women's Voices Now (WVN) 2014)[27]

## Premios
- 2009: Premio Hammed Shahidian al artículo feminista crítico[28]